# Android 12
Android 12 (ou Android Snow Cone) é o décimo segundo grande lançamento e a 19ª versão do Android, o sistema operacional móvel desenvolvido pela Open Handset Alliance liderada pelo Google. A primeira versão beta foi lançada em 18 de maio de 2021. O Android 12 foi lançado publicamente em 4 de outubro de 2021, por meio do Android Open Source Project (AOSP) e foi lançado para dispositivos Google Pixel compatíveis em 19 de outubro de 2021.

## História
O Android 12 (codinome interno Snow Cone) foi anunciado em um blog do Android publicado em 18 de fevereiro de 2021. Uma versão prévia do desenvolvedor foi lançada imediatamente, com duas adicionais planejadas nos dois meses seguintes. Depois disso, foram planejados quatro lançamentos beta mensais, a partir de maio, o último deles atingindo a estabilidade da plataforma em agosto, com disponibilidade geral chegando logo depois.
A segunda visualização do desenvolvedor foi lançada em 17 de março de 2021, seguida por uma terceira visualização em 21 de abril de 2021. A primeira versão beta foi lançada em 18 de maio de 2021. Foi seguida pela versão beta 2 em 9 de junho de 2021, que foi uma atualização de correção de bug para 2.1 em 23 de junho. Em seguida, o beta 3 foi lançado em 14 de julho de 2021, obtendo uma atualização de correção de bug para beta 3.1 em 26 de julho. O beta 4 foi lançado em 11 de agosto de 2021. Um quinto beta, não planejado no original roadmap, foi lançado em 8 de setembro de 2021. O Android 12 estável foi lançado no Android Open Source Project em 4 de outubro, com lançamento público no ar em 19 de outubro, coincidindo com o evento de lançamento do Pixel 6.

### Android 12.1/12L
Em outubro de 2021, o Google anunciou o Android 12L, uma versão interina do Android 12, incluindo melhorias específicas para telefones dobráveis, tablets, telas do tamanho de desktops e Chromebooks, além de modificações na interface do usuário para adaptá-la a telas maiores. Foi planejado para ser lançado no início de 2022. O Developer Preview 1 do Android 12L foi lançado em outubro de 2021, seguido pelo Beta 1 em dezembro de 2021, Beta 2 em janeiro de 2022 e Beta 3 em fevereiro de 2022. O Android 12L estável foi lançado para dispositivos com telas grandes em 7 de março de 2022, e foi lançado como "Android 12.1" para smartphones Pixel na mesma data, além do Pixel 6 e Pixel 6 Pro.

## Desenvolvimento
| Datas                   | Lançamentos |
| ----------------------- | ----------- |
| 18 de fevereiro de 2021 | Preview 1   |
| 17 de março de 2021     | Preview 2   |
| 21 de abril de 2021     | Preview 3   |
| 18 de maio de 2021      | Beta 1      |
| 9 de junho de 2021      | Beta 2      |
| 14 de julho de 2021     | Beta 3      |
| 11 de agosto de 2021    | Beta 4      |
| 8 de setembro de 2021   | Beta 5      |
| 4 de outubro de 2021    | Release 1   |

## Mudanças

### v12.0 (API 31)
| Versão | Data de lançamento            | Características |
| ------ | ----------------------------- | --- |
| 12     | 4 de outubro de 2021 (3 anos) | - Compartilhamento de Wi-Fi mais fácil; - Suporte a imagens AVIF; - Material You; - Módulo Android Runtime (ART) adicionado aos componentes principais do sistema operacional atualizáveis por meio do Google Play, funcionalidade adicionada aos módulos existentes; - Suporte para Som surround e áudio MPEG-H 3D, e irá suportar transcodificação de vídeo HEVC para compatibilidade com versões anteriores com aplicativos que não o suportam; - Os aplicativos que solicitam dados de localização agora podem ser restritos a ter acesso apenas a dados de localização "aproximados" em vez de "precisos"; - Suporte nativo para fazer capturas de tela de rolagem; - Os gestos podem funcionar no modo imersivo. |

#### Android 12L (API 32)
O Android 12L é uma versão interina do Android 12 que inclui ajustes de design para telas maiores e pequenas alterações de estabilidade no sistema operacional. Foi anunciado em outubro de 2021 juntamente com os lançamentos Beta com uma versão estável lançada em 7 de março de 2022.
| Versão | Data de lançamento          | Características |
| ------ | --------------------------- | --- |
| 12L    | 7 de março de 2022 (3 anos) | - Melhorias específicas para telefones dobráveis, tablets, telas do tamanho de desktop e Chromebooks, além de modificações na interface do usuário para adaptá-la a telas maiores. |